# Championnat d'Amérique du Sud féminin de volley-ball 2011
Navigation
Édition précédente Édition suivante
Le 29e championnat d'Amérique du Sud de volley-ball féminin s'est déroulé du 28 septembre 2011 au 2 octobre 2011 à Callao, Pérou. Il met aux prises les huit meilleures équipes continentales.

## Équipes présentes
- Argentine
- Bolivie (forfait)
- Brésil
- Chili
- Colombie
- Paraguay
- Uruguay
- Venezuela

## Compétition

### Tour préliminaire

#### Composition des groupes
| Poule A                        | Poule B                         |
| ------------------------------ | ------------------------------- |
| Bolivie Colombie Pérou Uruguay | Argentine Brésil Chili Paraguay |

#### Poule A
| # | Équipe   | Pts | J | G | P | Sp | Sc | Ratio | Pp  | Pc  | Ratio |
| - | -------- | --- | - | - | - | -- | -- | ----- | --- | --- | ----- |
| 1 | Pérou    | 4   | 2 | 2 | 0 | 6  | 1  | 6     | 168 | 126 | 1.333 |
| 2 | Colombie | 3   | 2 | 1 | 1 | 4  | 3  | 1.333 | 162 | 138 | 1.174 |
| 3 | Uruguay  | 2   | 2 | 0 | 2 | 0  | 6  | 0     | 84  | 150 | 0.56  |

#### Poule B
| # | Équipe    | Pts | J | G | P | Sp | Sc | Ratio | Pp  | Pc  | Ratio |
| - | --------- | --- | - | - | - | -- | -- | ----- | --- | --- | ----- |
| 1 | Brésil    | 6   | 3 | 3 | 0 | 9  | 0  | MAX   | 225 | 87  | 2.586 |
| 2 | Argentine | 5   | 3 | 2 | 1 | 6  | 3  | 2     | 187 | 145 | 1.29  |
| 3 | Chili     | 4   | 3 | 1 | 2 | 3  | 6  | 0.5   | 141 | 219 | 0.644 |
| 4 | Paraguay  | 3   | 3 | 0 | 3 | 0  | 9  | 0     | 126 | 225 | 0.56  |

### Phase de classement

#### Classement 1-4
|  | Demi-finales                      | Demi-finales                |                        |   | Finale                     | Finale                     |
|  | Demi-finales                      | Demi-finales                |                        |   | Finale                     | Finale                     |
|  |                                   |                             |                        |   |                            |                            |
|  | 01-10-11, 15-25 23-25 24-26       | 01-10-11, 15-25 23-25 24-26 |                        |   | 02-10-11, 10-25 7-25 17-25 | 02-10-11, 10-25 7-25 17-25 |
|  | 01-10-11, 15-25 23-25 24-26       | 01-10-11, 15-25 23-25 24-26 |                        |   | 02-10-11, 10-25 7-25 17-25 | 02-10-11, 10-25 7-25 17-25 |
|  | Pérou                             | 0                           |                        |   | 02-10-11, 10-25 7-25 17-25 | 02-10-11, 10-25 7-25 17-25 |
|  | Pérou                             | 0                           |                        |   | 02-10-11, 10-25 7-25 17-25 | 02-10-11, 10-25 7-25 17-25 |
|  | Argentine                         | 3                           |                        |   | 02-10-11, 10-25 7-25 17-25 | 02-10-11, 10-25 7-25 17-25 |
|  | Argentine                         | 3                           | Argentine              | 0 |                            |                            |
|  | 01-10-11, 25-18 25-7 25-20        |                             | Argentine              | 0 |                            |                            |
|  |                                   | Brésil                      | 3                      |   |                            |                            |
|  | Brésil                            | Brésil                      | 3                      | 3 |                            |                            |
|  | Brésil                            |                             |                        | 3 |                            |                            |
|  | Colombie                          | 0                           |                        |   |                            |                            |
|  | Colombie                          | 0                           | Match pour la 3e place |   |                            |                            |
|  |                                   |                             |                        |   |                            |                            |
|  | 02-10-11, 25-23 25-22 23-25 25-22 |                             |                        |   |                            |                            |
|  |                                   |                             |                        |   |                            |                            |
|  | Pérou                             | 3                           |                        |   |                            |                            |
|  | Pérou                             | 3                           |                        |   |                            |                            |
|  | Colombie                          | 1                           |                        |   |                            |                            |
|  | Colombie                          | 1                           |                        |   |                            |                            |

## Classement final
| Place              | Équipe    |
| ------------------ | --------- |
| Médaille d'or      | Brésil    |
| Médaille d'argent  | Argentine |
| Médaille de bronze | Pérou     |
| 4                  | Colombie  |
| 5                  | Uruguay   |
| 6                  | Chili     |
| 7                  | Paraguay  |

## Distinctions individuelles
- MVP : Sheilla Castro
- Meilleure marqueuse : Madelaynne Montaño
- Meilleure attaquante : Marianne Steinbrecher
- Meilleure contreuse : Fabiana Claudino
- Meilleure serveuse : Lorena Zuleta
- Meilleure défenseur : Lucía Gaido
- Meilleure passeuse : Elena Keldibekova
- Meilleure réceptionneuse : Vanessa Palacios
- Meilleure libero : Fabi